# La Haute-Maison
La Haute-Maison ist eine französische Gemeinde mit 342 Einwohnern (Stand: 1. Januar 2022) im Département Seine-et-Marne in der Region Île-de-France. Sie gehört zum Arrondissement Meaux und zum Kanton Serris (bis 2015: Kanton Crécy-la-Chapelle). Die Einwohner werden Altimantissien(ne)s genannt.

## Geographie
La Haute-Maison liegt etwa 35 Kilometer östlich von Paris. Umgeben wird La Haute-Maison von den Nachbargemeinden Villemareuil im Norden, Pierre-Levée im Osten und Nordosten, Giremoutiers im Südosten, Maisoncelles-en-Brie im Süden, Sancy im Westen und Südwesten sowie Vaucourtois im Westen und Nordwesten.

## Bevölkerungsentwicklung
| Jahr                      | 1962 | 1968 | 1975 | 1982 | 1990 | 1999 | 2006 | 2012 |
| Einwohner                 | 177  | 157  | 151  | 167  | 204  | 220  | 254  | 364  |
| Quelle: Cassini und INSEE |      |      |      |      |      |      |      |      |

## Sehenswürdigkeiten

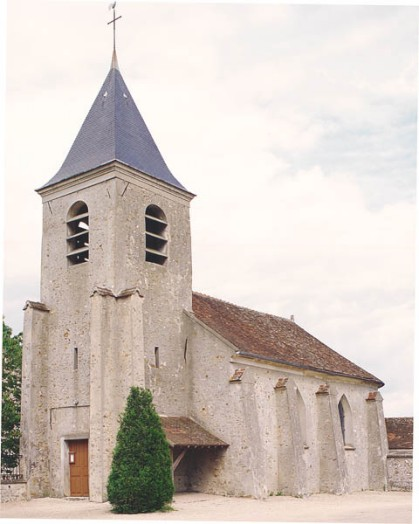
Kirche Notre-Dame de la Nativité

- Kirche Notre-Dame de la Nativité aus dem 16. Jahrhundert
- Zahlreiche Gutshöfe (Mans, La Chabouillerie, Le Grand Loge, La Petite Loge)